# 舊港宣慰司
舊港宣慰使司，明代行政建置，位於今印度尼西亞蘇門答臘巨港。首任舊港宣慰使為施進卿。
1407年設置舊港宣慰司之後，施進卿向明朝貢。然而宣慰司雖為明建置，施進卿依然服屬滿者伯夷，他所控制的範圍狹小，比不上過去的三佛齊。後施進卿的子孫繼承了宣慰使的官職，後來向明朝的朝貢次數就越來越少了。